# アビー (アビスパ福岡)
アビーは、Jリーグ・アビスパ福岡のマスコットキャラクター。

## 概要
チーム名である「アビスパ＝熊ん蜂」をマスコット化。愛称は「アビーくん」。市民公募より決定した。
2000年2月には、アビーの恋人として「ビビーちゃん」が誕生。2003年8月10日にアビーと結婚した。2003年8月10日の広島戦（博多球）の試合開始前に結婚のお披露目を行った。立会人は同じく福岡を拠点とする福岡ダイエーホークスのキャラクター『ハリーホーク』と『ハニーホーク』が務めた。衣装は、香蘭女子短期大学の学生によって作られた。